# Чокракская
Чокра́кская (также Чокрак, Кезинская; укр. Чокрацька балка, крымскотат. Çoqraq yılğası, Чокъракъ йылгъасы) — маловодная балка на северо-востоке Керченского полуострова. В источниках имеется противоречие относительно данных об урочище: в справочнике «Поверхностные водные объекты Крыма» значится балка без названия юго-западнее села Курортное длиной 8,2 км с площадью водосборного бассейна 19,3 км², впадающая в Чокракское озеро и, отдельно, балка без названия у села Кезы. 
В сборнике «Керченский полуостров. Географический словарь» Кезинская балка, с теми же длиной и бассейном, проходит у села Кезы. Судя по картам, путаница, скорее, в присутствует в «Географическом словаре», где объединены основная балка и её приток.
Начало балки находится западнее автодороги 35Н-313 Керчь — Курортное, течёт почти точно на запад, впадая в Чокракское озеро в районе бывшего села Мама Татарская.
Кезинская балка — левый приток Чокракской, длиной 5,1 км, площадь водосборного бассейна 10,8 км². Начинается в районе урочища Падина, пролегает в северном направлении, мимо бывшего села Кезы и заброшенных Кезинских каменоломен.